# Década de 830
Séculos: (Século VIII - Século IX - Século X)
Décadas: 780 790 800 810 820 - 830 - 840 850 860 870 880
Anos: 830 - 831 - 832 - 833 - 834 - 835 - 836 - 837 - 838 - 839